# Zielim Ckajew
Zielim Ałanowicz Ckajew (ros. Зелим Аланович Цкаев, ur. 2 maja 1999) – rosyjski, a od 2021 roku azerski judoka. Olimpijczyk z Paryża 2024, gdzie zajął siedemanste miejsce w wadze półśredniej.
Brązowy medalista mistrzostw świata w 2025; siedemnasty w 2021; uczestnik zawodów w 2024. Startował w Pucharze Świata w 2017 i 2022. Trzeci na mistrzostwach Europy w 2025. Pierwszy w drużynie na igrzyskach solidarności islamskiej w 2021. Trzeci na MŚ juniorów w 2021 i 2022 roku.

## Letnie Igrzyska Olimpijskie 2024
| Konkurencja | Eliminacje                | Klas. końcowa |
| Konkurencja | Przeciwnik I              | Miejsce       |
| ----------- | ------------------------- | ------------- |
| 81 kg       | Alpha Oumar Djalo (FRA) P | 17.           |